# Cyfostema
Cyfostema (Cyphostemma) je rod rostlin z čeledi révovité. Jsou to byliny i dřeviny s jednoduchými nebo složenými střídavými listy a drobnými květy. Některé druhy mají výrazně sukulentní stonky. Rod zahrnuje asi 250 druhů a je rozšířen v Africe, na Madagaskaru a v malé míře i v tropické Asii. Sukulentní druhy jsou pěstovány ve specializovaných sbírkách, některé druhy mají význam v místní medicíně nebo jako zdroj potravy.

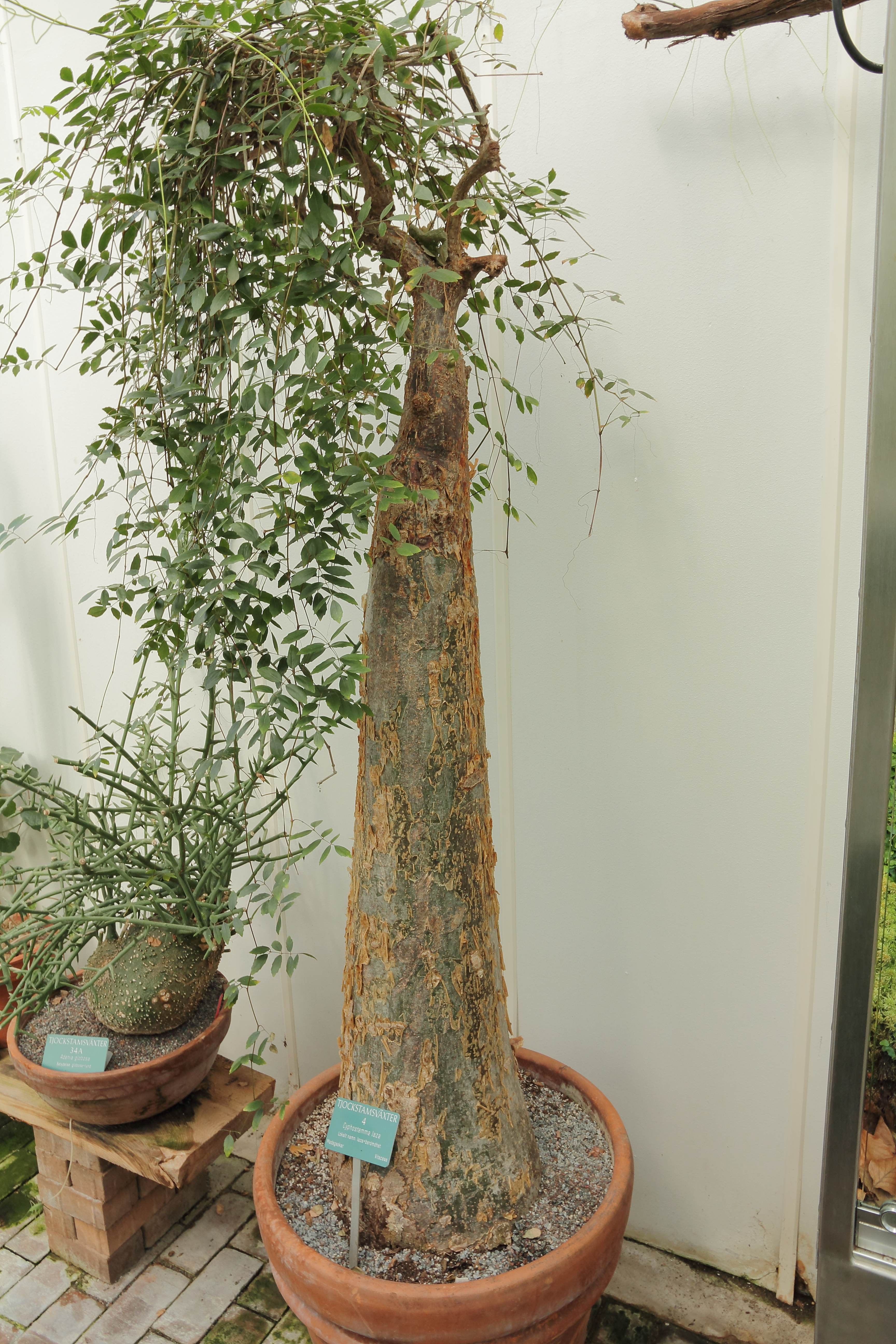
Cyphostemma laza

## Popis
Většina druhů cyfostem jsou přímé, plazivé nebo popínavé byliny či keře až malé stromy s úponky nebo bez nich. Některé zejména jihoafrické druhy mají sukulentně ztlustlé stonky. Listy jsou střídavé, jednoduché nebo dlanitě složené či zpeřené, řapíkaté nebo přisedlé, na okraji různým způsobem zubaté, s palisty. Úponky, jsou-li přítomny, jsou postavené naproti řapíkům listů. Květenství jsou chocholičnaté vrcholíky, vyrůstající naproti listům nebo v úžlabí. Květy jsou drobné, pravidelné, čtyřčetné, zelené, žlutozelené nebo hnědočervené. Květní poupata jsou válcovitá nebo lahvicovitá, ve střední části charakteristicky zaškrcená. Kalich je celistvý nebo zakončený 4 zuby. Korunní lístky jsou na vrcholu kápovité, po rozkvětu se sklánějí dozadu a brzy opadávají. Květní terč je rozdělen na 4 samostatné dužnaté žlázky. Tyčinky jsou 4. Semeník je tvořen 2 nedokonale oddělenými komůrkami. V každé komůrce jsou 2 vajíčka. Čnělka je šídlovitá, zakončená hlavatou nebo drobně dvoulaločnou bliznou. Bobule většinou obsahují jediné semeno.

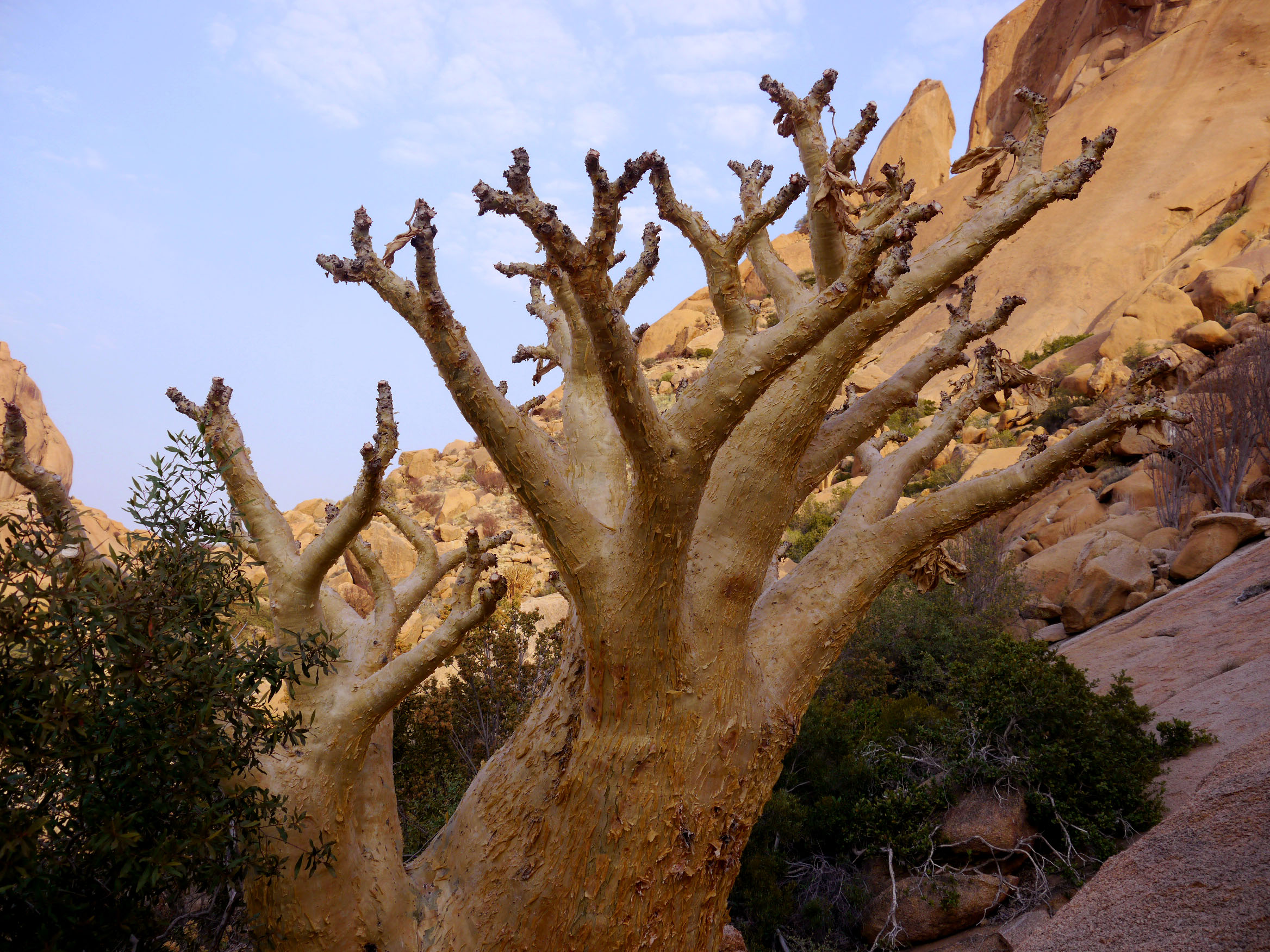
Cyphostemma currorii na přirozeném stanovišti
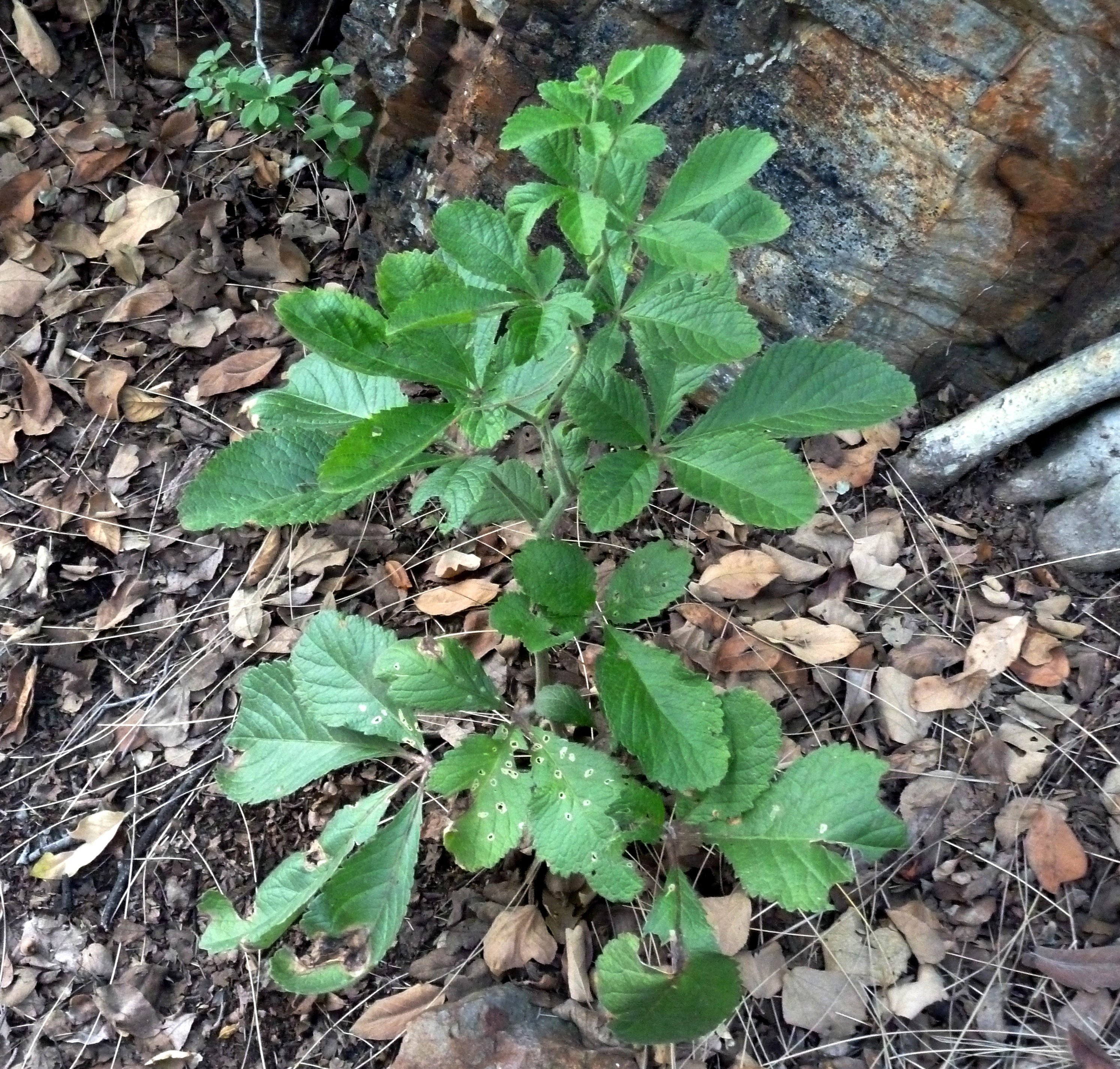
Cyphostemma cirrhosum
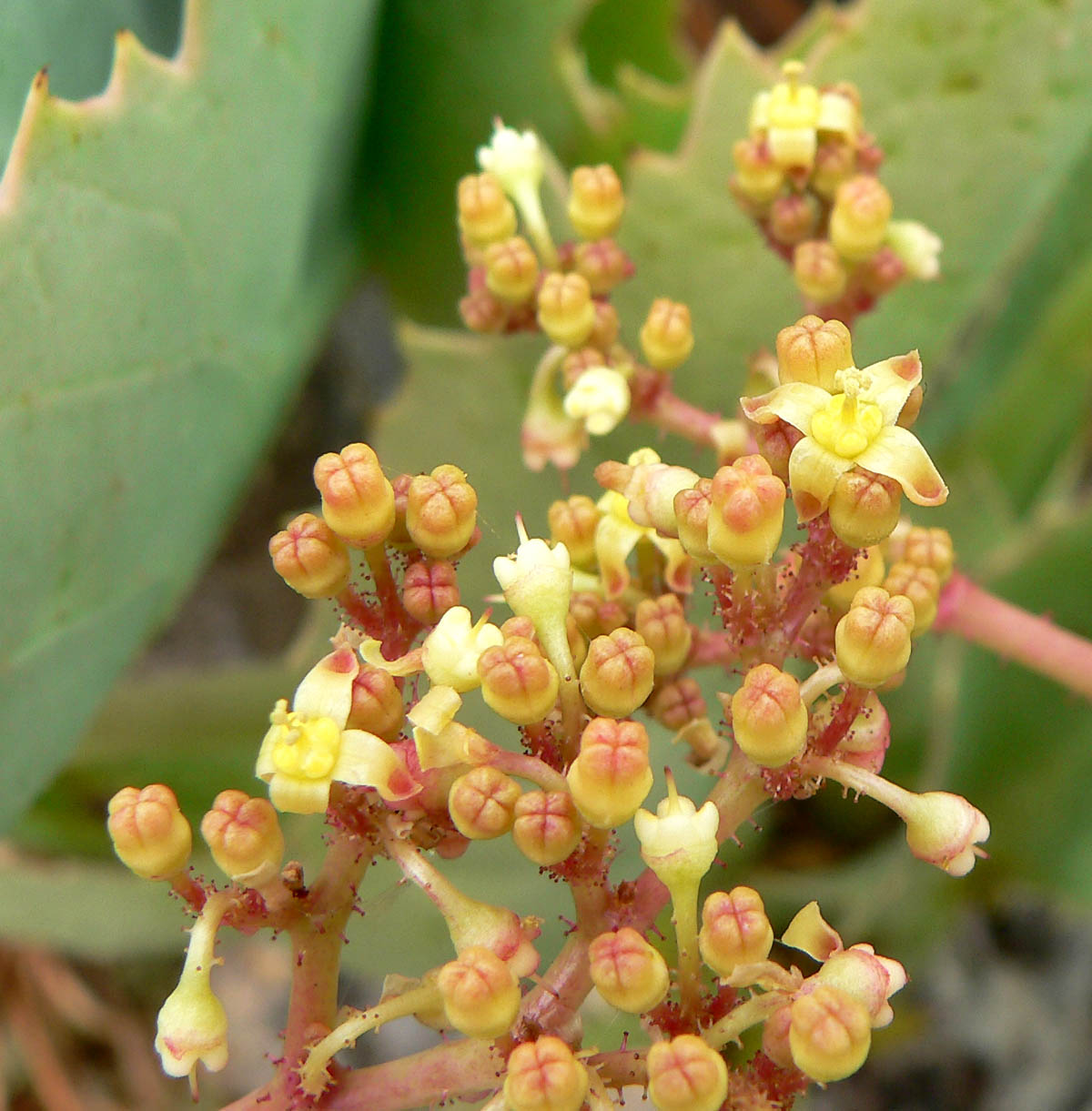
Detail květů Cyphostemma juttae
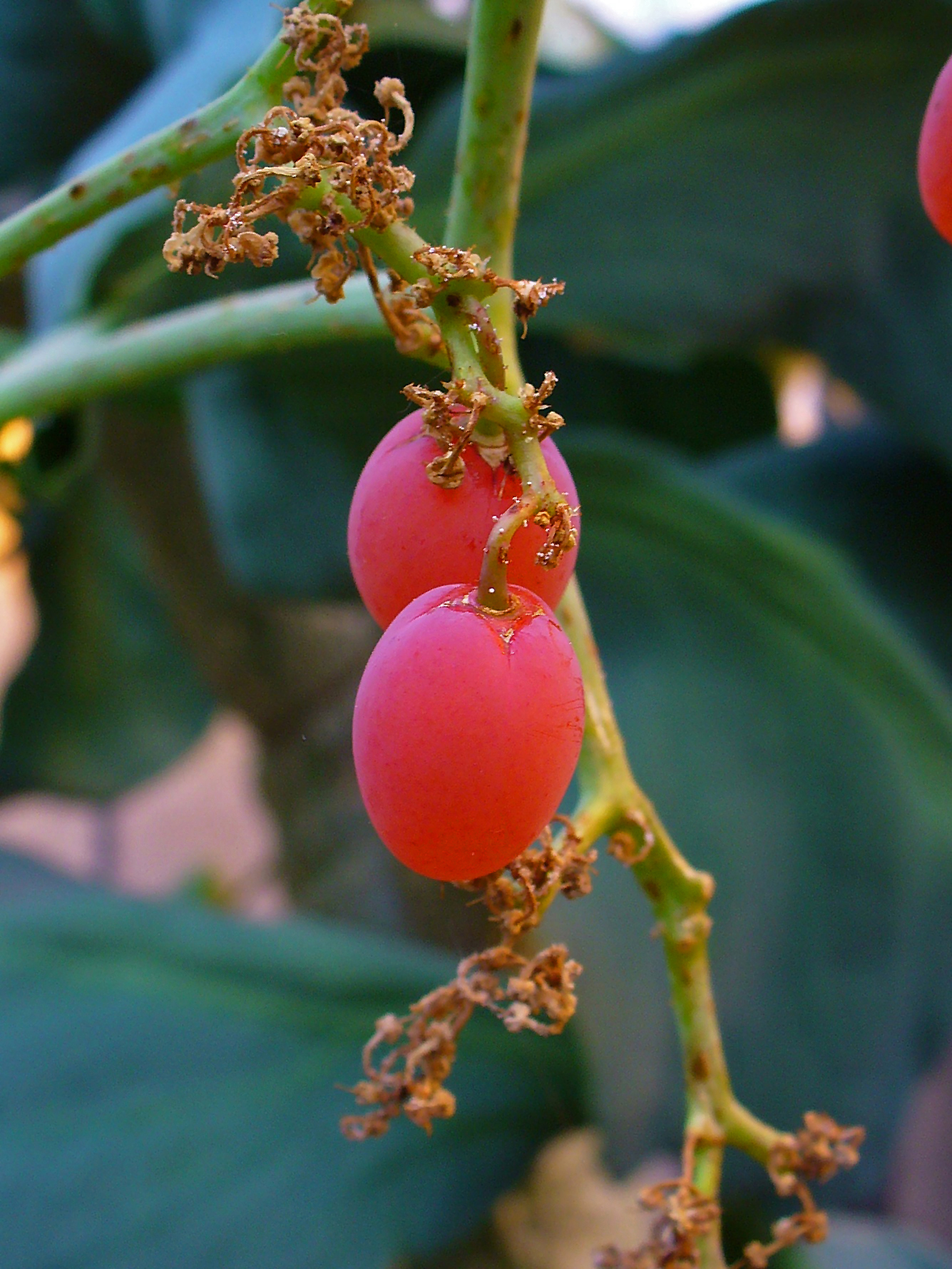
Plody Cyphostemma bainesii

## Rozšíření
Rod cyfostema zahrnuje asi 250 druhů. Je to druhý největší rod čeledi révovité. Je rozšířen v Africe, na Madagaskaru a v malé míře i v Asii. V Africe jsou cyfostemy rozšířeny na celém kontinentu na jih od Sahary, v zemích podél Rudého moře (Súdán, Egypt) a zasahují i na Arabský poloostrov. Dva druhy se vyskytují v Asii v oblasti Indie, Srí Lanky a Thajska. Na Madagaskaru roste celkem 23 endemických druhů.

## Taxonomie
Rod Cyphostemma je blízce příbuzný rodům Tetrastigma a Cayratia, s nimiž tvoří monofyletickou skupinu. V minulosti byl slučován s rodem Cissus, molekulární výzkumy však blízkou příbuznost těchto dvou rodů nepotvrdily.

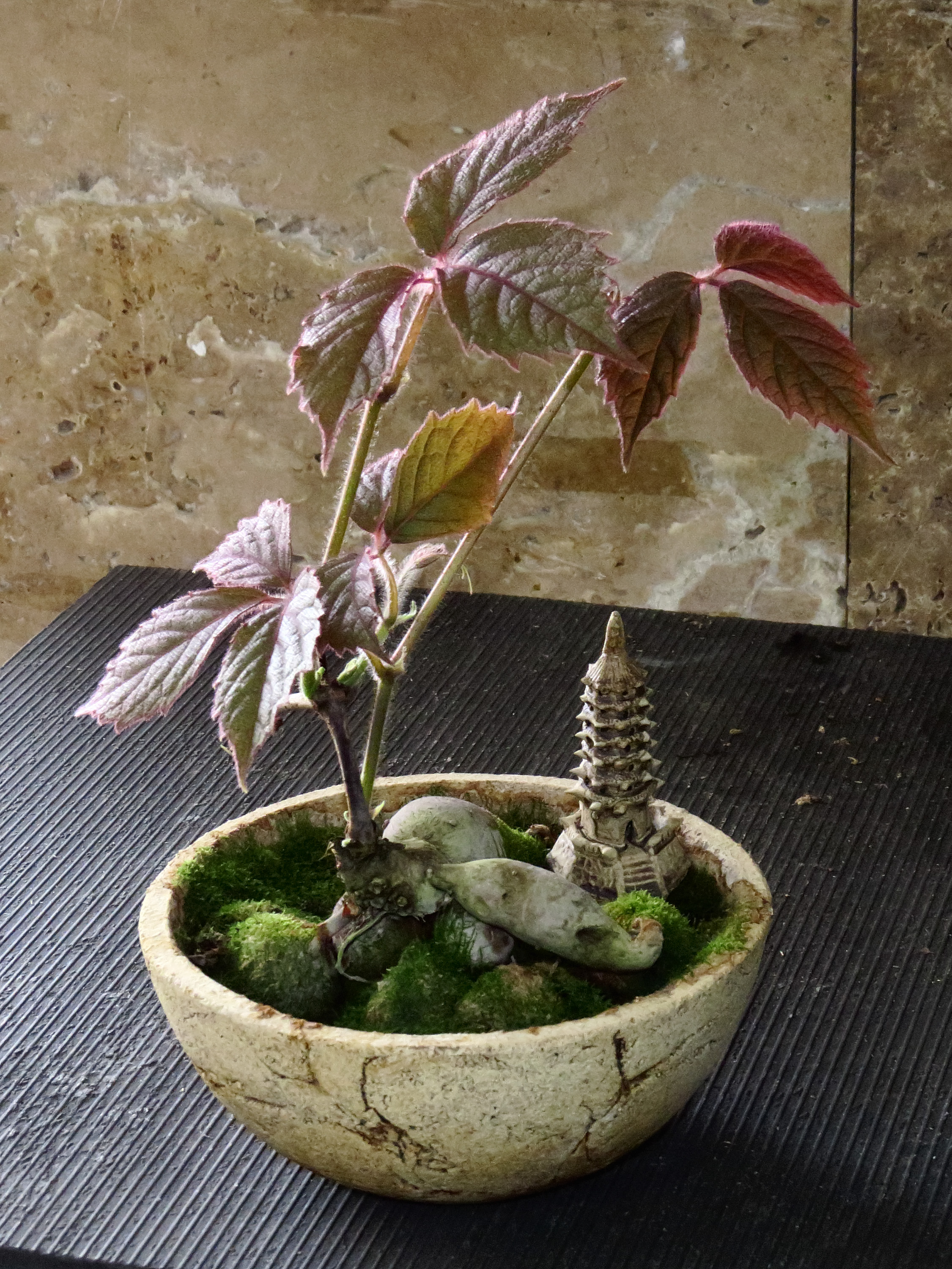
Cyphostemma adenopodum jako bonsaj

## Význam
Listy a stonky Cyphostemma adenocaule jsou v Africe používány jako zelenina a plody jsou rovněž jedlé. Druh má také dosti široké použití v místní medicíně.
Druhy se sukulentními stonky, jako je Cyphostemma juttae, C. cirrhosa, C. currori a C. utter, jsou pěstovány ve specializovaných sbírkách sukulentů. Různé druhy jsou pěstovány i ve sklenících českých botanických zahrad.